# Matjaž Zupančič
Matjaž Zupančič, slovenski dramatik, gledališki režiser, pedagog, prejetnik več Nagrad Slavka Gruma in pisatelj, * 1959, Ljubljana. 
Zupančič je gledališko režijo in dramaturgijo študiral v Ljubljani in Londonu. V osemdesetih letih 20. stoletja je vodil Eksperimentalno gledališče Glej, kasneje pa se je posvetil pisanju, režiranju in poučevanju. Danes je izredni profesor za režijo na ljubljanski AGRFT. 

## Zasebno
Njegov sin je zdravnik in pisatelj David Zupančič.

## Nagrade
- 1998 - Nagrada Slavka Gruma (Vladimir)
- 2000 - Nagrada za najboljšo predstavo TSD Kranj (Vladimir)
- 2001 - Nagrada Slavka Gruma (Goli pianist ali Mala nočna muzika)
- 2003 - Nagrada Slavka Gruma (Hodnik)
- 2005 - Nagrada Žlahtni režiser na festivalu Dnevi komedije 2005, Celje (Bolje tič v roki kot tat na strehi)
- 2005 - Nagrada Žlahtna komedija na festivalu Dnevi komedije 2005, Celje (Bolje tič v roki kot tat na strehi)
- 2006 - Nagrada Slavka Gruma (Razred)
- 2011 - Nagrada Slavka Gruma (Shocking shopping)
- 2013 - Stoječe ovacije na gostovanju v Tel Avivu (Rekviem)

## Gledališka dela
- Reklame, seks in požrtija, črna komedija, 2008; krstna izvedba MGL